# Perus
Perus es un distrito ubicado en la zona noroeste de la ciudad de Sao Paulo, Brasil. Administrativamente pertenece a la subprefectura homónima.

## Historia

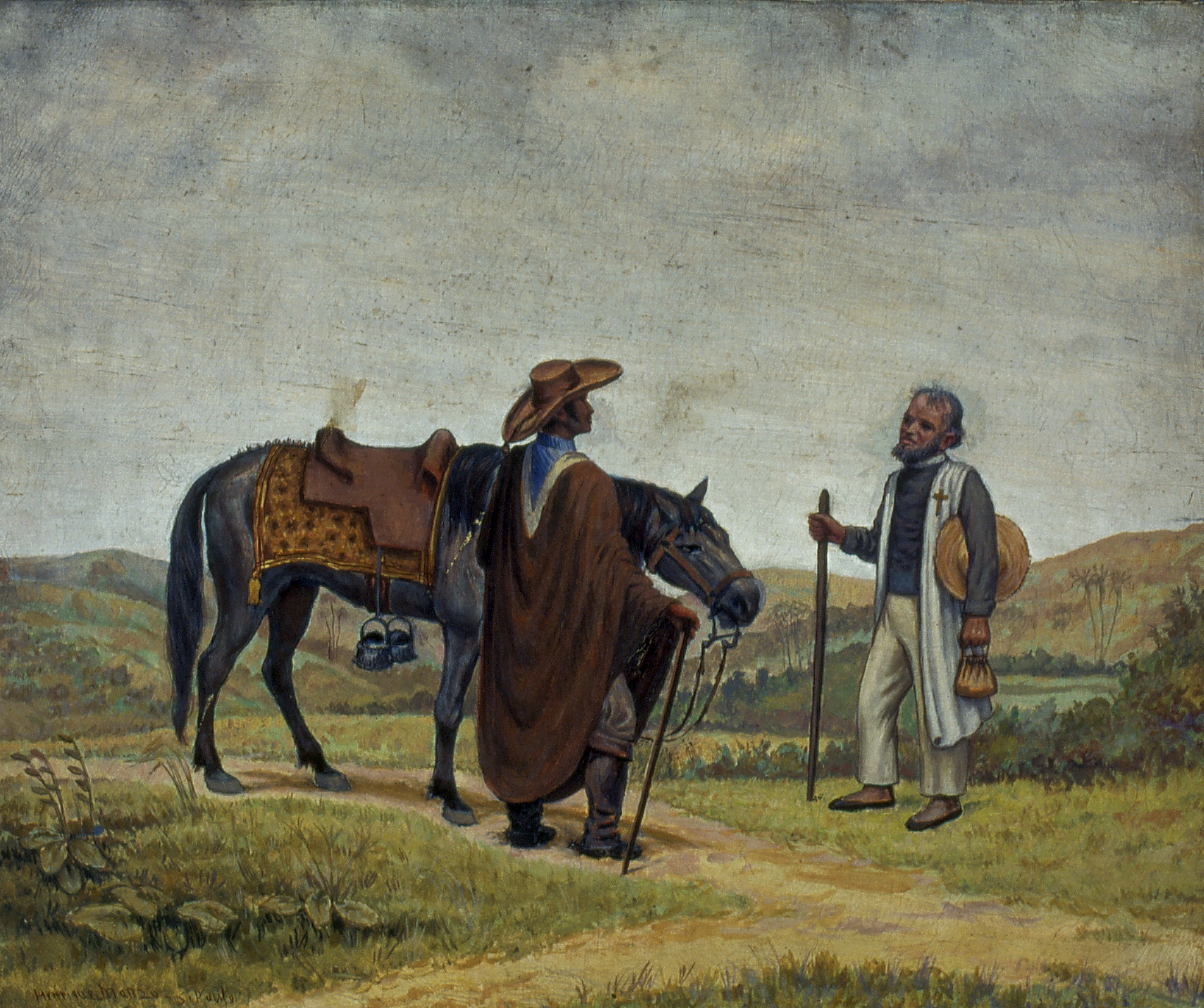
Troperos paulistas que atravesaban la región.

Perus se convirtió en un distrito del municipio de São Paulo en 1934 tras separarse del entonces subdistrito de Nossa Senhora do Ó. En 1948, parte de su territorio fue utilizado para formar el nuevo distrito de Jaraguá. Hoy, más de 45 barrios, también conocidos como "Vilas", forman parte del distrito de Perus. 
La expansión demográfica de la región tuvo lugar gracias al Ferrocarril Santos - Jundiaí, de la antigua São Paulo Railway, de excepcional importancia para el crecimiento del estado de São Paulo. Después de la vía, se inauguró la estación en 1867. En el barrio, aún poco poblado, el principal uso de la estación era el abastecimiento de trenes. En 1877, el primer gran desarrollo de la región fue la fábrica de papel Melhoramentos, en la ciudad vecina de Caieiras, que atrajo residentes a Perus. En 1924, el barrio pasó a formar parte de la historia industrial de Brasil por albergar la primera fábrica de cemento del país: la Brazilian Portland Cement.
Durante la Segunda Guerra Mundial, la fábrica dejó de importar, lo que supuso una mayor inversión en el mercado nacional. La década de 1930 fue un período de gran expansión inmobiliaria en la ciudad, con incentivos fiscales del gobierno de Vargas, lo que representó un período de gran prosperidad para Perus. En la década de 1940, la fábrica fue adquirida por el grupo nacional JJ Abdalla.
De 1962 a 1969, los trabajadores de la Companhia de Cimento Portland Perus paralizaron los hornos de la fábrica utilizando la filosofía de la no violencia activa. El movimiento fue conocido como la "Huelga de los Siete Años", y tenía como objetivo exigir mejores condiciones de trabajo y el pago de salarios atrasados.
El crecimiento exponencial de la población en la década de 1970 culminó en demandas populares para la construcción de un cementerio en la región ya que, en aquella época, São Paulo se enfrentaba a un brote de meningitis y los trabajadores de las fábricas de la región estaban expuestos a condiciones de trabajo insalubres. Hasta entonces, los entierros de los habitantes solían celebrarse en la ciudad de Caieiras. En respuesta al clamor público, el Cementerio Dom Bosco fue inaugurado el 2 de marzo de 1971 por el entonces alcalde Paulo Maluf.
El Cementerio de Perus adquirió notoriedad nacional en la década de 1990, cuando el periodista Caco Barcellos reveló en su libro reportaje "Rota 66 - A História da Polícia Que Mata" ("La historia de la policía que mata") la sospecha de que el lugar había sido utilizado para ocultar cadáveres desaparecidos durante el período de la Dictadura militar. Se descubrió que 1049 huesos estaban enterrados en una fosa común, separada de la zona de enterramiento. Las investigaciones para identificar los restos continúan hasta hoy, y las pruebas genéticas ya han identificado los restos de militantes como Sônia Maria Angel Jones, Luiz Eurico Tejera Lisbôa y los hermanos Dimas Antônio Casemiro y Dênis Casemiro.

## Distritos limítrofes
- Municipio de Caieiras (norte y este)
- Jaraguá (sur)
- Anhanguera (oeste)